# Alegeri legislative în Regatul Unit, 1841
În timpul alegerilor generale din Regatul Unit în 1841, a existat o oscilare pe măsură ce Conservatorii lui Robert Peel au preluat controlul asupra Camerei Comunelor. Liberal-conservatorii au pierdut voturi pentru grupul Abrogarea Irlandeză. Cartistii au luat puține voturi, în ciuda sprijinului lor popular, votul  fiind încă limitat la un mic procent din populație.

## Rezultate
Partidul Conservator a avut 367 de aleși, cu un număr de 379.694 de voturi, reprezentând 56,9% din voturi.

Partidul Liberal-conservator a avut 271 de aleși, cu un număr de 273.902 de voturi, reprezentând 41,1% din voturi.

Partidul Abrogarea Irlandeză a avut 20 de aleși, cu 12.537 de voturi, însemnând 1,9% din voturi.

Partidul Cartist a avut 8 membri, însă nici unul ales, din 692 de voturi, adică 0,1% din voturi.

Total voturi: 593,445

#### Rezumatul voturilor
1. Partidul Conservator = 56,94%
2. Partidul Liberal-conservator = 41,08%
3. Partidul Asociația Abrogării = 1,88%
4. Partidul Cartist = 0,1%

#### Rezumatul mandatelor
1. Partidul Conservator = 55,78%
2. Partidul Liberal-conservator = 41,19%
3. Partidul Asociația Abrogării = 3,04%